# Carlos Loyzaga
Carlos M. Loyzaga (Manila, 29 agosto 1930 – San Juan, 27 gennaio 2016) è stato un cestista e allenatore di pallacanestro filippino.
Dal 2023 fa parte del FIBA Hall of Fame in qualità di giocatore.

## Carriera
Considerato tra i più grandi cestisti filippini della storia, vanta una medaglia di bronzo ai Mondiali 1954, oltre al successo nel 1960, 1963 e 1967.

## Palmarès
- FIBA World Cup All-Tournament Teams: 1

1954